# Château de la Houssaye (Malay-le-Grand)
Pour les articles homonymes, voir Château de la Houssaye.
Le château de la Houssaye est situé sur la commune de Malay-le-Grand, dans le département de l'Yonne.

## Description
Le château de la Houssaye XVe – XVIIIe siècle
- un bâtiment principal avec 2 tours dites du Noroît et du Surôit,
- une cave voûtée en plein cintre,
- une tour dite du Colombier,
- une tour dite de la Chapelle,
- une courtine avec une demi tour, surmontée d’une tour de guet et d'un hourd,
- une cloche en bronze dans la chapelle, inscription « IHS MARIA Msr FRANCOIS DE BERBIZY CHEVALIER SEIGR DE LA HOUSSAIS MA FAICT FONDRE 1654 », classement au titre d'objet MH 23 septembre 1966[1].
- un bâtiment secondaire dit des Communs,
- une remise à voiture avec son écurie (du XVIIIe siècle, bâtie sur une ancienne construction)
- fossés, cour intérieure, latrines, murs d'enceinte, puits (comblé à 30 m), citerne...
- privé et restauré (non visitable).

## Historique
Les Barbisy ou Berbizey sont réputés dès le XVIe siècle, seigneurs de la Houssaye, mais nous ne savons pas quand les « Bois de la Houssaye », ainsi désigne‐t‐on la terre acquise en 1426 par Dreux de Vielzchastel, ont constitué la seigneurie de la Houssaye et furent érigés en fief relevant de l’Archevêque de Sens. La famille de Vielzchastel (ou Viezchastel) était l'une des plus considérables de Sens, connue dès 1207. Dreux de Vielzchastel occupe la charge de receveur de Sens et Auxerre en 1414, receveur du Roi de 1428 à 1437, receveur du domaine de Sens relevant de la Recette d'entre les rivières Seine et Yonne en 1437, receveur du domaine du Roi en mai et juin 1436. Il décède avant 1437. Son fils, Pierre de Vielzchastel, né en 1413, est la souche des seigneurs de Vertilly ; il fut Maître d'hôtel des dames d'Ecosse en 1447, Maître d'hôtel du Roi (1462-1469). Il aurait épousé une bretonne. Sa charge a la cour et son alliance bretonne expliquerait sa discrétion sénonaise (il est distinct du Pierre de Viezchastel, receveur des Aides de Sens, et du Pierre de Viezchastel, écuyer et garde du scel de la prévôté de Sens). Il décède avant 1482.
On ne peut que conjecturer l’époque de la construction du château : sans doute après le partage du 18 janvier 1485 entre les descendants de Pierre de Viezchastel et de son épouse Marguerite de La Roche, où noble Jean de Brisemur ou Brisemmes dit de Paris, écuyer, valet de chambre de la reine, et son épouse Jacqueline de Vielzchastel (mariés avant 1489), avaient entrepris de bâtir en ces lieux. Jean de Brisemur décède avant 1492. Leur fille Cécile de Brisemur, Dame de Villeneufve, épouse Bénigne de Barbisy, et le 19 septembre 1516, ils sont conjointement engagés dans une transaction avec les habitants de Maslay.
L’allure du château, ses murs et ses courtines, ses tours, l'appareillage de grès (un grès dit
cliquart,  plus rustique et plus dur que le grès de Fontainebleau), la trace d’un pont levis, les meurtrières qui percent le mur horizontalement, témoignent des ultimes constructions médiévales. Les maisons du pays ont des murs en silex liés par un enduit de chaux, les silex sont arrachés à l’argile dans les champs et amassés pour être édifiés ; les grès sont réservés pour constituer les piles de soutènement et assurer les poutres de la charpente. La façade du château de la Houssaye ainsi que les tours au suroît et au noroît, la demi tour de la courtine septentrionale, les penets dans les douves et la porte dite de Sens sont pourvus et parés de grès, cela manifeste une intention délibérée de fortification.
C’est à quelque cinq cents mètres du château, que l’on découvre des carrières de grès dont les veines affleurent au lieu-dit les Roches.
Les tuiles et les briques ont été façonnées et cuites dans la tuilerie de la Houssaye, située au hameau de La Mattre ; celle‐ci connut une grande prospérité au XVIIe siècle, et constitua sans doute une source appréciable de revenus au seigneur de la Houssaye. « Le marché de la brique et la tuile semble avoir été avant tout local. Le coût élevé du charroyage (E.Meunier donne des exemples allant de 24 à 40% de la valeur de la marchandise) et les risques qu’ils comportaient, devaient freiner le négoce interrégional. Assez exceptionnel et certainement marginal est donc le cas de la tuilerie de la Houssaye (à la limite de Malay le grand et de Véron) qui en 1655, achemine à la demande de l’architecte des bâtiments du roi, Charles Chamois, 50 milliers de tuiles de 6 grands pouces de large et un pied de long (16x32 cm) livrées au port de Rosoy moyennant 10 livres le mille ainsi que 60 milliers de briques de 8 pouces de long ;4 de large et 2 d’épaisseur (21,6 x 10,8 x 5,4 cm) moyennant aussi 10 livres le mille; en 1657, de nouveau, 20 milliers de tuiles de la Houssaye sont livrées à Rosoy pour un couvreur de Milly en Gâtinais. Ce sont pour cette période, les deux seuls exemples aujourd’hui connus d’une clientèle « extra régionale ».
La chapelle est installée dans la plus grosse tour, au sud‐est. De récentes excavations en 2009 ont révélé à environ 1 mètre sous le sol actuel les traces de fondations d’un autre bâtiment. 
Les registres du Chapitre de Sens portent cette mention : « Domino de Bellenave, qui his diebus erexit capellam in loco de la Houssaye sant le consentement du chapitre et l’agrément de Monseigneur l ’Archevêque quoyque située dans la paroisse de Mâlay du patronage du chapitre, 13Xbre 1534 ». Le seigneur de Bellenave n’est autre que Bénigne de Barbisy, lequel, lors des guerres d’Italie ‐ il fut écuyer d’écurie du roi Louis XII et gratifié en cette qualité de 300 livres par lui données à Milan ‐ sollicita une bulle du Pape Léon X qui lui est accordée en 1515 afin d’ « establir dans la ville de Sens une chapelle à ses frais sous l’invocation du Saint Sépulcre ». D’un côté le même Bénigne de Barbisy requiert de la plus haute autorité de l’Eglise le privilège d’ériger une chapelle « à Sens » et de l’autre il témoigne d’une grande incurie à l’égard de son suzerain l’Archevêque de Sens pour la chapelle de son château.
La cloche de la chapelle, outre une croix ouvragée, est ceinte par la gravure en relief qui énonce le nom de son parrain: IHS MARIA MSR FRANSCOIS DE BERBIZY CHEVALLIER SEIGR DE LA HOUSSAIS MA FAICT FONDRE 1654. La cloche a été classée monument historique en 1966 et la chapelle à nouveau consacrée à Saint Louis le 5 septembre 1971.
En 1674, à l'occasion d'un acte d'aveu et dénombrement en date du 14 août, la seigneurie de la Houssaye consiste en « une maison seigneuriale, cour, jardin, grange, étable, écuries, colombier, clos et verger avec droits et justice haute moienne et basse et institution officiers et autre ce la quantité de trois cents arpents scavoir cent arpents de terre labourable ou environ deux cents arpents de bois taillés plus ou moins en une pièce le tout assis sur la paroisse de Maslay le Vicomte tenant la totalité de lad. maison et dépendances et bois comme étant le tout joint ensemble d'un long au finage de Noé, d'autre long au finage de Dimont et Véron, d'un bout au bois dudit Noé, d'autre bout à plusieurs particuliers de la paroisse de Maslay le Vicomte. Item vingt quatre arpents ou environ de terres labourables et les héritages sur lesquels il y a neuf maisons et les bastiments qui sont assis au hameau appelé les Fleuris dépendant de ladite seigneurie de la Houssaye...».
Les Barbisy résidèrent pendant plus de deux siècles jusqu'en 1710, où « le 30 mars 1710, Marguerite du Gaigneau de Châteaumorand, veuve de François de Barbisy le jeune, vend le domaine à Gaillot du Val d'Epizy. Louis du Val de La Houssaye lègue le manoir à son cousin germain, qui le transmet à Pierre du Val, son petit-fils ».
Quelques aménagements furent réalisés, des grandes fenêtres ont été percées, l’escalier à balustres du XVIIe siècle qui monte aux étages témoigne de ces modifications. Mais à partir du XVIIIe siècle et après le meurtre en 1736 perpétré sur le seigneur des lieux, Gaillot Duval d’Episy fils, le château n’est plus qu’une villégiature. Ce qui explique qu’il n’a pas subi le goût des époques ultérieures et qu’au contraire il s'est dégradé par morceaux dans un lent abandonnement délétère et inexorable.
C’est après l’incendie des communs en 1964 qui en parachevait la ruine, que la famille des propriétaires actuels, laquelle l’avait elle‐même acquise en 1925 des descendants de Bourienne, entreprit en 1965, la restauration du château.

## L’affaire des moulins banaux de Mâlay
Bien que ressortissant à la paroisse de Mâlay le Vicomte, les seigneurs de la Houssaye estimaient que leur terre ne pouvait être soumise au chef‐lieu. Ainsi en témoigne l’affaire des Moulins banaux, à la conclusion de laquelle, selon la sentence du 8 août 1634, Philippe de Barbisy, le seigneur de la Houssaye, sera débouté contre Antoine du Roux, seigneur de Sigy, dépositaire du droit de banalité. Philippe de Barbisy, dans le factum, qui est une compilation des arguments contradictoires des parties en présence, met en avant « qu’encore que la Houssaye soit dans la paroisse de Maslay, néanmoins étant un fief séparé égal à celui de Maslay, il ne peut être assujetti à cette banalité ». On lui rétorque qu’ « il n’y a point de banalité coutumière attachée au fief. Le droit n’est pas réglé par la qualité du fief, mais par le titre particulier. C'est pourquoi le titre du sieur de Sigy comprenant pour Moulans ommnes monentes in Parrochia de Maleyo comprend aussi ceux qui demeurent au lieu de la Houssaye, pource qu'ils sont Paroissiens de Maslay ».
L’affaire n’est pas close. Au XVIIIè siècle, la contestation est réitérée par Gaillot Duval d’Episy, chevalier seigneur de la Houssaye, lequel a acquis le 30 mars 1710 de « Dame Marguerite de Gaigneau de Châteaumorant, veuve de Messire François de Barbisy, ci-devant seigneur de la Houssaye, tant en fief que rotures, situé au bailliage de Sens, consistant en château et ses dépendances, un pressoir, Haute Justice, Moyenne et Basse, Gens, Rentes, Droits seigneuriaux & Redevances, Droit d’échange, le tout selon la coutume de Sens, ainsi que le feu sieur de Barbisy avait droit d’en jouir ». En effet, au mois d’août 1713, Claude Doz, fermier des moulins banaux de Malay a fait assigner devant le prévôt de Sens : Pierre Rousseau, fermier du sieur Duval, demeurant dans la basse‐cour du château de la Houssaye, chez lequel il a fait perquisition des pains et farines qui y étaient ainsi que les nommés Linard et Brulé, censitaires et justiciables du sieur Duval, demeurant au hameau de la Houssaye, pour être condamnés « à porter moudre leurs grains au moulin de Maslay, à l’indemniser du droit de mouture pour le temps qu’ils avaient cessé d’y moudre ».
L’affaire risquait de mal tourner pour la veuve de François de Barbisy, car le sieur Duval qui avait pris fait et cause de son fermier et des censitaires assigne la venderesse de la Houssaye au bailliage de Sens et la somme de s’acquitter de dommages et intérêts pour avoir omis d’avoir précisé toute autre charge que les « seuls droits seigneuriaux et féodaux ».
Une fois encore, le seigneur de la Houssaye est débouté, parce qu’en effet « c’est une maxime certaine dans la coutume de Paris, aussi bien que dans les autres coutumes qui n’ont point de disposition contraire, telle que celle de Sens, que le droit de banalité de Moulins, de Fours ou de Pressoir, n’est ni seigneurial, ni féodal, qu’il n’est point attaché ni annexé à la voirie, Haute Justice, et à la féodalité comme un droit ordinaire ».
En outre le factum imprimé en 1635 nous apprend que le seigneur de Sigy, Antoine du Roux, et le seigneur de la Houssaye, Philippe de Barbisy sont cousins dans la mesure où ils sont les descendants de Dreux de Vielzchastel, lequel acquit les bois de la Houssaye en 1426, d’une Dame dont on tait le nom dans le document. L’affaire des Moulins banaux nouait obscurément les différents familiaux, les privilèges seigneuriaux et féodaux, et les droits coutumiers. Lors du partage de 1485, à Jacqueline et Charlotte, les deux filles de Pierre de Vielzchastel, échoient respectivement la terre de la Houssaye, et les « Moulins en question avec expression précise de banalité, c'est-à-dire, avec tous les moulans & l' étendue toute telle, qu'un an après elle fut soutenue et jugée par la-dite Sentence & Arrêt des 30 Juin 1486 & 7 Septembre 1487 à la poursuite de Marguerite de la Roche & de tous les susdits co-partageants, entre lesquels étaient Jean de Brisemur & Jacqueline de Vielzchastel sa femme ayeuls du sieur de Barbisy, qui par conséquent est obligé de garantir au sieur de Sigy le droit de bannalité, ainsi qu'il a été donné à ses utheurs en partage par ses prédécesseurs ». Ces deux parts d’héritage semblent avoir constitué deux seigneuries indépendantes, mais le droit de banalité de l’une s’est imposé à l’autre. Le seigneur de la Houssaye proclamait son indépendance, et le droit de banalité de son cousin, le sieur de Sigy dont l’épouse Charlotte de Piedefer descendait de Pierre de Vielzchastel, le contraignait de se soumettre comme simple paroissien de Mâlay le Vicomte.
Malgré toutes les arguties et subtilités de la controverse, la querelle procède de la situation du fief de la Houssaye par rapport à la « paroisse » de Mâlay le Vicomte, à l’extrémité de son finage, à la fois proche et lointain, dedans et dehors.
On apprend cependant de manière avérée, par le mémoire de 1713 que la terre du petit château de la Houssaye était à la fois un fief, une seigneurie et une prévôté. Le fief relevait de l’Archevêque de Sens, suzerain des seigneurs de la Houssaye, ses vassaux. Marie de Malhortie, l‘épouse de Bénigne de Barbisy rendit « aveu » à l’Archevêque de Sens le 25 août 1548. Le 14 août 1674, « Foy et Hommage » sont rendus par François (dit le jeune) de Barbisy, devant maître Bollogne, notaire à Sens, ainsi qu’« aveu et dénombrement par le mesme ».
Si le seigneur de la Houssaye avait droit de Haute, Basse et Moyenne Justice, la prévôté de la Houssaye, petite cour de justice composée d’un prévôt et d’un procureur fiscal relevait du bailliage de Sens. Aucune affaire d’importance, sinon des querelles de voisinage ne semble y avoir été jugée. Mais on peut noter que certains procureurs fiscaux n’étaient parfois que des fils lettrés de paysans aisés, qui avaient été sans doute simples tabellions dans des études de notaires.

## De l’histoire locale à la Grande Histoire
Le château de la Houssaye, à l'écart au milieu des bois, a pu être un asile pour ceux qui fuyaient les violences et les exactions. Cet asile l’a désigné parfois comme un repaire : ainsi au XVIe siècle dans la tourmente des guerres de Religion, on parlait d’un repaire de huguenots. Sans doute parce que Jehan de Barbisy, le seigneur de la Houssaye, avait pris parti contre la Ligue à laquelle la ville de Sens très hostile à la Réforme s’était plutôt ralliée. Toute la contrée connut alors des règlements de compte. Une femme fut incarcérée à la Houssaye, le droit de justice en autorisait le seigneur. Mais une lettre de François duc d’Alençon, frère d’Henri III datée du 11 mai 1569 somme le capitaine Bellenave, c'est-à-dire le seigneur de la Houssaye, de « rompre et casser vos gens» et « quant à la femme de Chaulmot et autres que vous tenez prisonniers pour leur faire payer rançon, d'aultant que ce n'est pas la forme que le Roy entend estre observée en tels cas, vous ne fauldrez de la mettre - et pareillement ledict Chaulmot -  entre les mains de la justice à Sens, pour delà estre admenez en ceste ville et en estre faict justice ».
Jehan de Barbisy meurt le 20 mai 1574 mais trois de ses fils trépassèrent de mort valeureuse dans le Poitou guerroyant aux côtés d’Henri de Navarre, futur Henri IV.
À l'époque de la Fronde, dans la nuit du 9 au 10 janvier 1652, François de Barbisy offrit l’hospitalité à Jacques de Géniers, émissaire du Parlement de Paris. Celui-ci fuyait devant les menaces contre lui, du Maréchal d’Hocquincourt, dont les troupes étaient campées aux portes de Sens pour assurer le retour à Paris de Mazarin. Reçu à Sens, on le pressa de s’en aller, et en pleine nuit, travesti, accompagné d'un autre gentilhomme, il partit du côté de la forêt d’Othe. Les deux hommes parvinrent « à la Houssaye où le seigneur François de Barbisy les accueillit fort bien, et leur offrit des chevaux pour continuer leur route. Ils se reposèrent deux heures dans le petit manoir et y firent la rencontre d’un gentilhomme nommé Alexandre de Piedefer qui les engagea vivement à se réfugier dans la maison de son frère située à neuf lieues de là, près de Dilot ».
Un autre épisode, tragique celui-là, au XVIIIe siècle, évoque le bouleversement des mœurs et des mentalités, précurseur de la Révolution : l’assassinat du seigneur de la Houssaye, Gaillot Duval d’Episy (fils) par le fils d’un riche bourgeois Louis Dalençon qui, comme tanneur à Sens tenait le haut du pavé. Leurs rapports étaient pétris de mépris et de haine ; s’apercevant, ils se querellaient. Ainsi un témoin rapportera au procès une altercation entre M. d’Episy et Dalençon qu’il interpellait : « Pourquoi chassez-vous avec cinq ou six canailles, comme ceux qui sont avec vous ? », ce à quoi Dalençon père répondit : « ce sont d’honnêtes gens ; et vous monsieur, vous êtes un gentilhomme de fromage mou (sic) et je ne reconnais pas d’autre seigneur que le Roy ».
D’où procédait leur inimitié, voire cette animosité qui les porta jusqu’à la violence d’un meurtre ? Dalençon possédait la ferme du Crot à l’Ogre qui avait jadis appartenu aux Barbisy, à la lisière des bois de la Houssaye. Pouvait‐il s’agir des privilèges de la chasse disputés à un noble, ou de litiges à propos des écorces de chêne nécessaires à la tannerie ?
Après avoir perpétré son forfait dans l’après-midi du 23 novembre 1736, dans le bois du Crot à l’Ogre, où se promenait Gaillot Duval d’Episy, le fils Dalençon traversa le gué de l’Yonne à Rosoy et échappa ainsi à la juridiction du bailliage de Sens. Déclaré contumace, il fut jugé et condamné à être pendu et étranglé jusqu’à ce que mort s’ensuive, à une potence qui serait à cet effet dressée en la place Saint Etienne. Il fut ordonné que « la présente sentence serait exécutée par effigie en un tableau qui serait à cet effet attaché à la dite potence par l’exécuteur de la Haute Justice ». Le roi Louis XV, ayant accordé des lettres de grâce en faveur de Dalençon, celui‐ci après interrogatoire pour lequel il s’était constitué prisonnier, fut acquitté en 1739.
À la Révolution, le château de la Houssaye ne fut pas vendu comme bien national, Pierre de la Houssaye et son épouse Marie Madeleine Charlotte d’Episy furent radiés de la liste des émigrés, la maréchaussée s’étant présentée à leur domicile de la rue des trois croissants à Sens a pu constater qu’ils résidaient bien en France. Cependant le cahier de doléances pour les États Généraux peu amène à l’endroit du seigneur de la Houssaye mentionnait « les propos contre Pierre Duval de la Houssaye, accusé calomnieusement d’avoir dit qu’il mettrait le feu à la récolte et ferait manger le pain à six sols la livre, qu’il devait conjurer les nuées, la grêle, le tonnerre pour dévaster et saccager les emblavures avant la récolte ».
Au XIXe siècle, la Houssaye s’inscrit dans le récit d’une amitié très célèbre : Napoléon et Bourrienne. Bourrienne qui par sa naissance était sénonais, fut l’ami et le secrétaire de Napoléon qu’il connut alors qu’ils étaient enfants, à l’école de Brienne. Chacun fit le serment à l’autre que si l’un réussissait, il appellerait son ami ; ils tinrent parole et dès que Napoléon fut nommé général en chef de l’armée d’Italie, Bourrienne fut convoqué officiellement pour devenir son secrétaire. Bourrienne acquit le château et le domaine de la Houssaye en 1809, alors qu’il était ministre plénipotentiaire à Hambourg.
Il les constitua en dot à sa fille Émilie pour ses noces avec Samuel Massieu de Clerval ; et le 15 mars 1815, pendant la première Restauration, il requit les notaires qui rédigèrent le contrat, afin qu’ils reçoivent au château des Tuileries, les signatures et parafes du roi Louis XVIII et de toute la famille royale. Bourienne en fut très fier. Cinq jours après, le 20 mars 1815, Napoléon de retour de l’Île d'Elbe entrait à Paris ; Madame de Beaulieu écrit : « les cent jours arrivèrent, Napoléon toujours fidèle à son ami de Brienne, dès qu’il eut débarqué à Fréjus, envoya Savary à Bourrienne pour lui dire qu’il allait être à Paris et de faire disparaître tout ce qu’il avait de compromettant, car il était obligé de faire saisir chez lui comme chez les autres ». Bourrienne après la seconde restauration devint ministre d’État de Louis XVIII. Cependant il voua toujours une grande amitié et une grande admiration à l’ « homme extraordinaire » que fut Napoléon ; mais il ne consentit jamais à ce carnaval que fut le sacre de l’Empereur, et précisément à l’asservissement impérialiste de l’Europe. « Quand il mourut et qu’on l’ensevelit, on trouva dans la main crispée de Bourrienne un petit portrait froissé : c’était celui de l’Empereur qu’il aimait toujours » écrit Madame de Beaulieu.
« Cherche un petit bien dans ta belle vallée de l’Yonne,je l’achèterai dès que j’aurai de l’argent, mais surtout veille à ce que ce ne soit pas un bien national » avait écrit Napoléon à Bourrienne, alors qu’il n’était que sous‐lieutenant et battait la semelle sur les pavés de Paris. Lorsque Bourrienne acquit le domaine et le petit château de la Houssaye, on peut aller à penser qu’il s’en est peut être souvenu.
Au XXe siècle, des évènements tragiques se produisirent. La tuilerie de la Houssaye à la Mattre était devenue les bâtiments d’une exploitation agricole ; le fermier du propriétaire de la Houssaye, était Joseph, un Polonais. Au mois de juillet 1944, il recueillit des déserteurs de l’armée allemande, un Polonais et un Ukrainien et les cacha dans la ferme. Mais on le dénonça ; et, au petit matin du 13 juillet, un commando allemand encercla les lieux, sommant les déserteurs de se rendre ; mais, du grenier où ceux‐ci étaient réfugiés partirent des coups de feu, blessant certains hommes. Les Allemands entrèrent en fureur et maîtrisèrent bientôt les deux déserteurs. Le fermier qui travaillait déjà aux champs, attiré par les bruits revint hélas à la ferme. Les Allemands s’emparèrent de lui et on ne le revit jamais. La ferme fut incendiée. Son épouse et ses deux enfants purent s'enfuir et arrivèrent au château de la Houssaye ; c’est là que les résistants les prirent en charge et s’occupèrent d’eux.

## Galerie

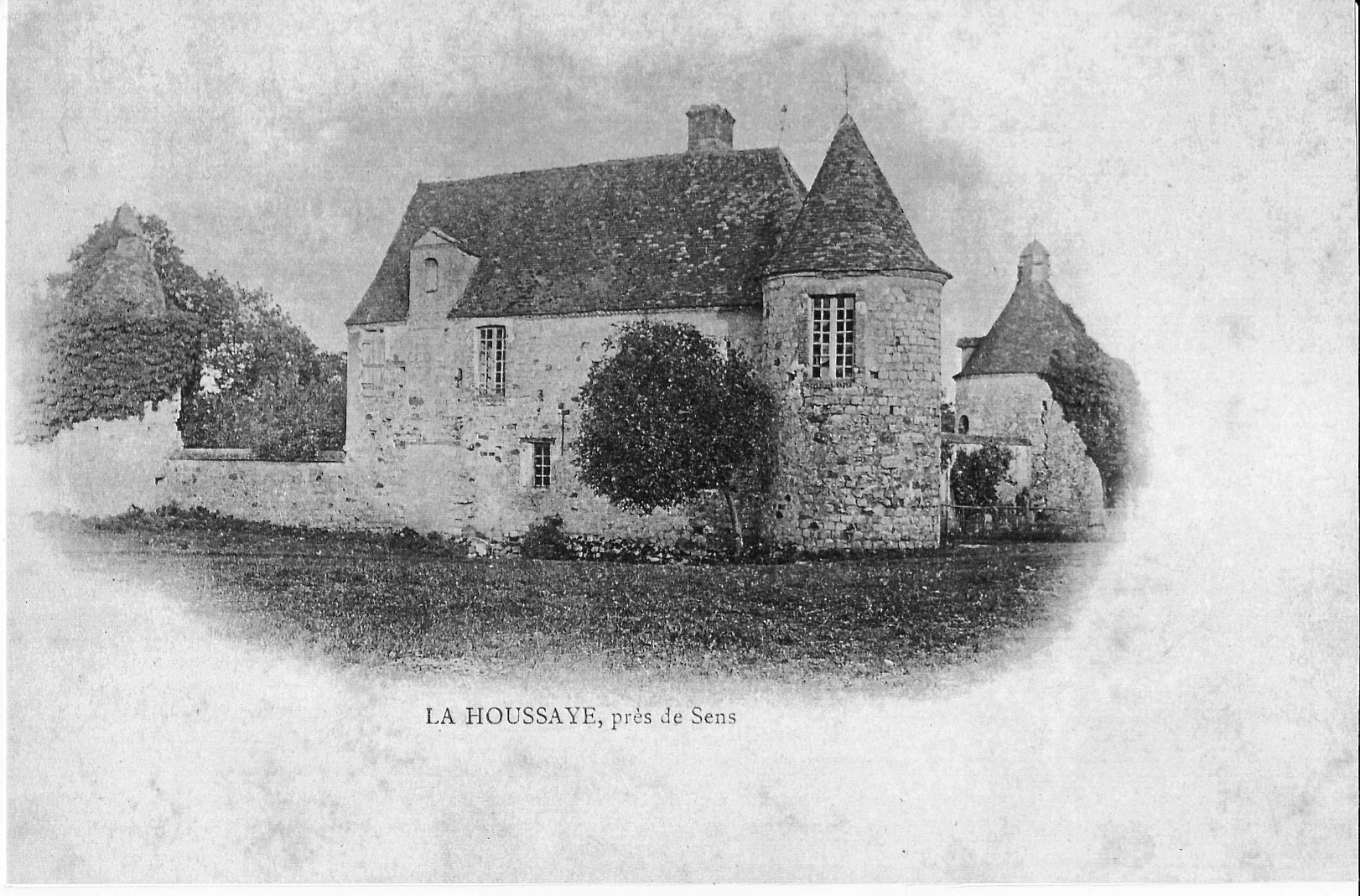
Le château, à la fin du XIXè siècle
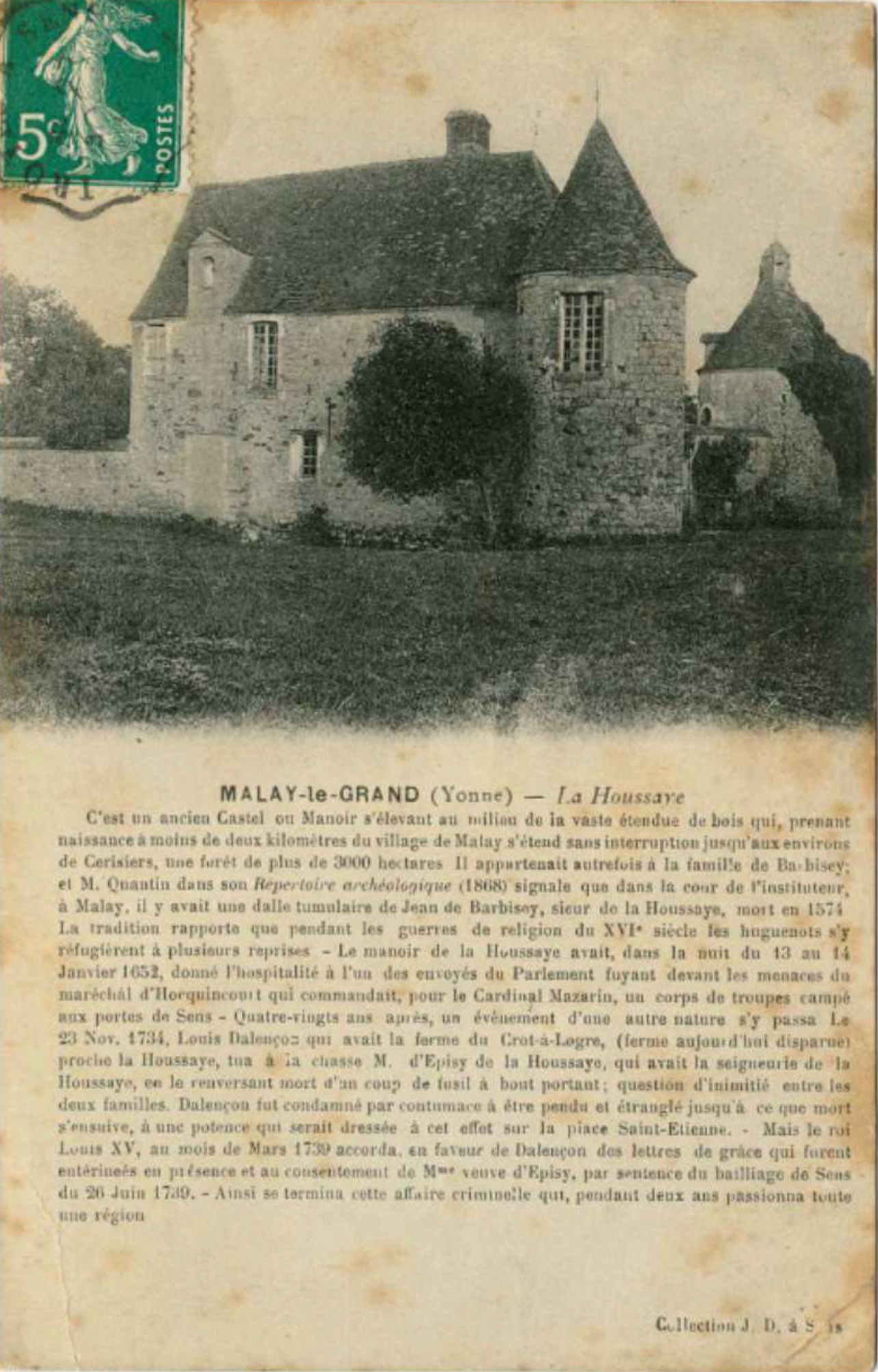
Le château, carte postale avant 1912
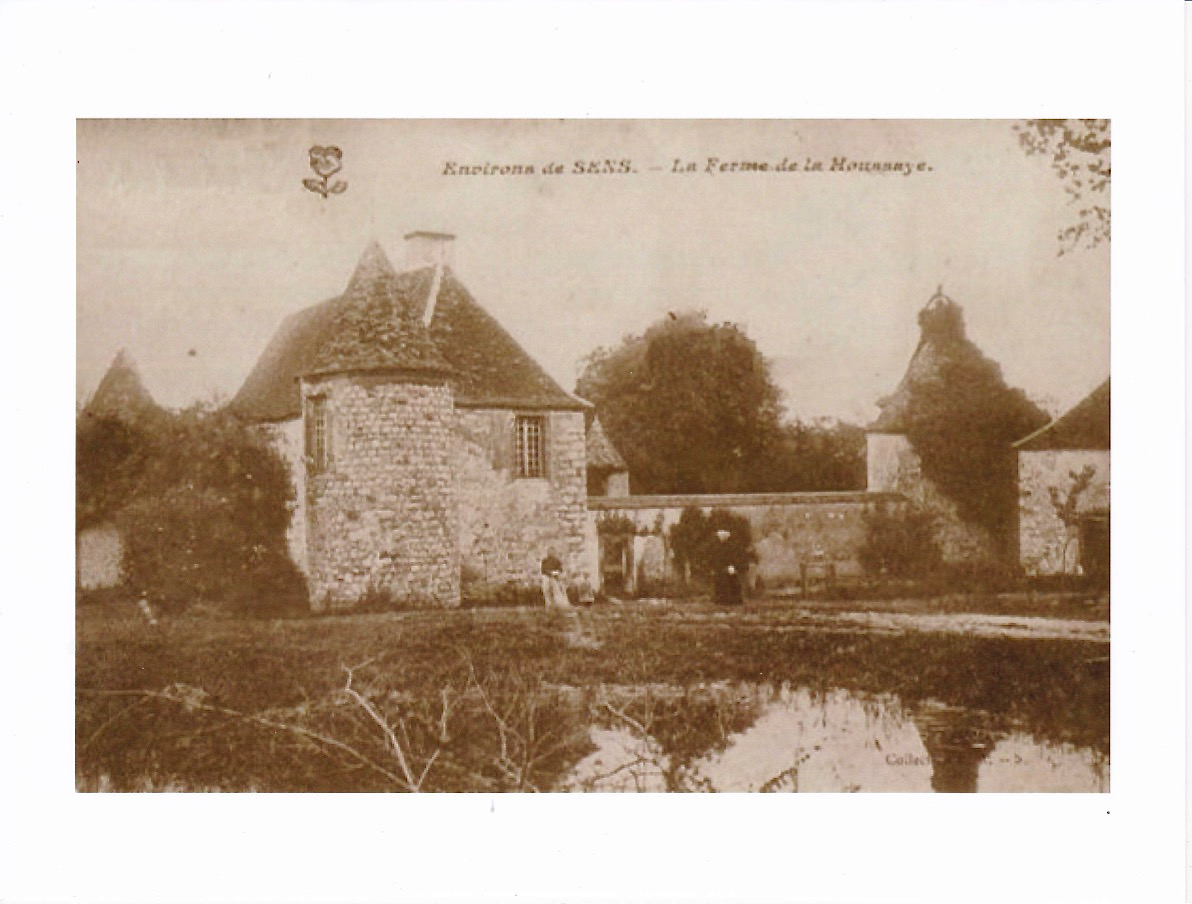
Le château, au début du XXè siècle
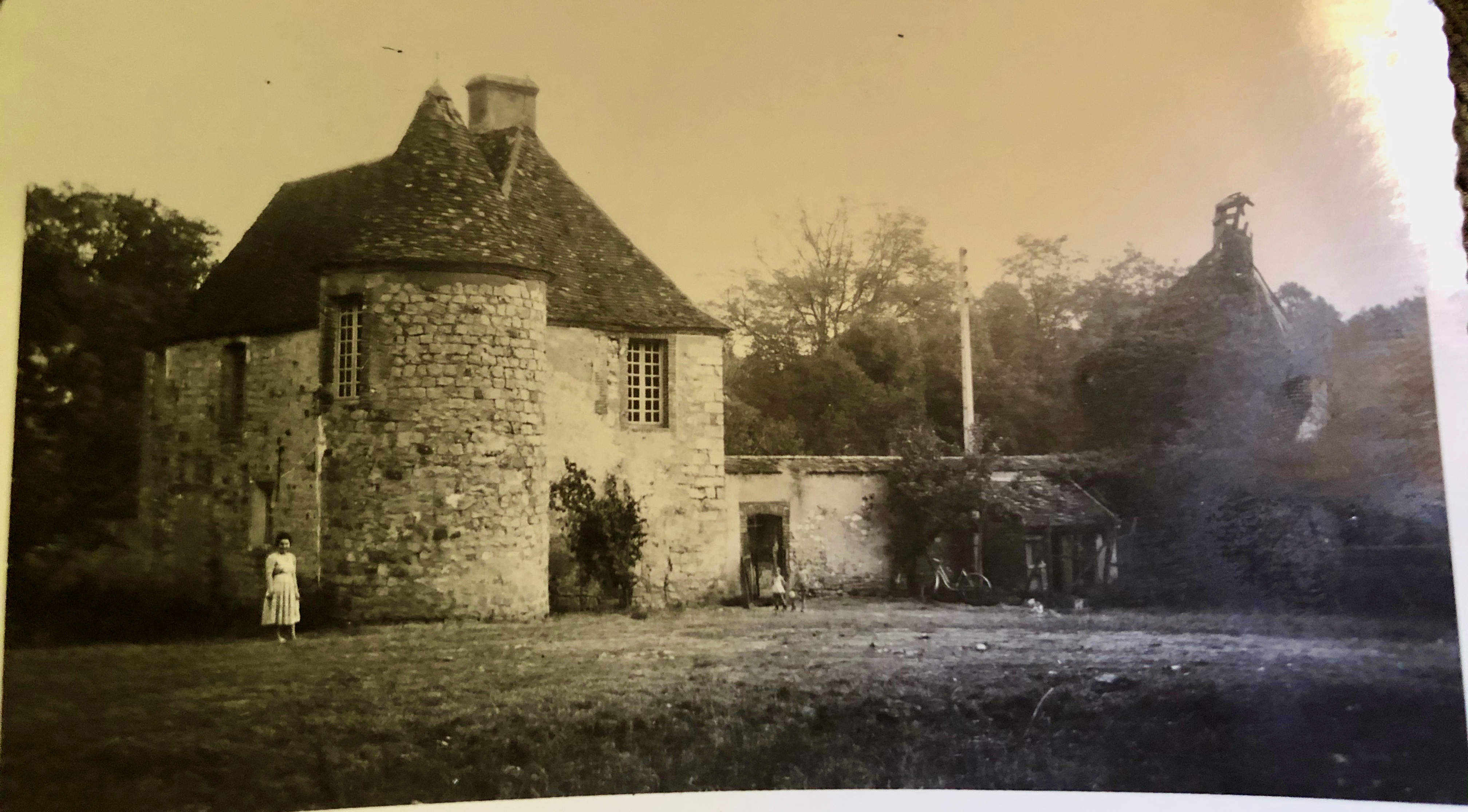
Le château, en 1945
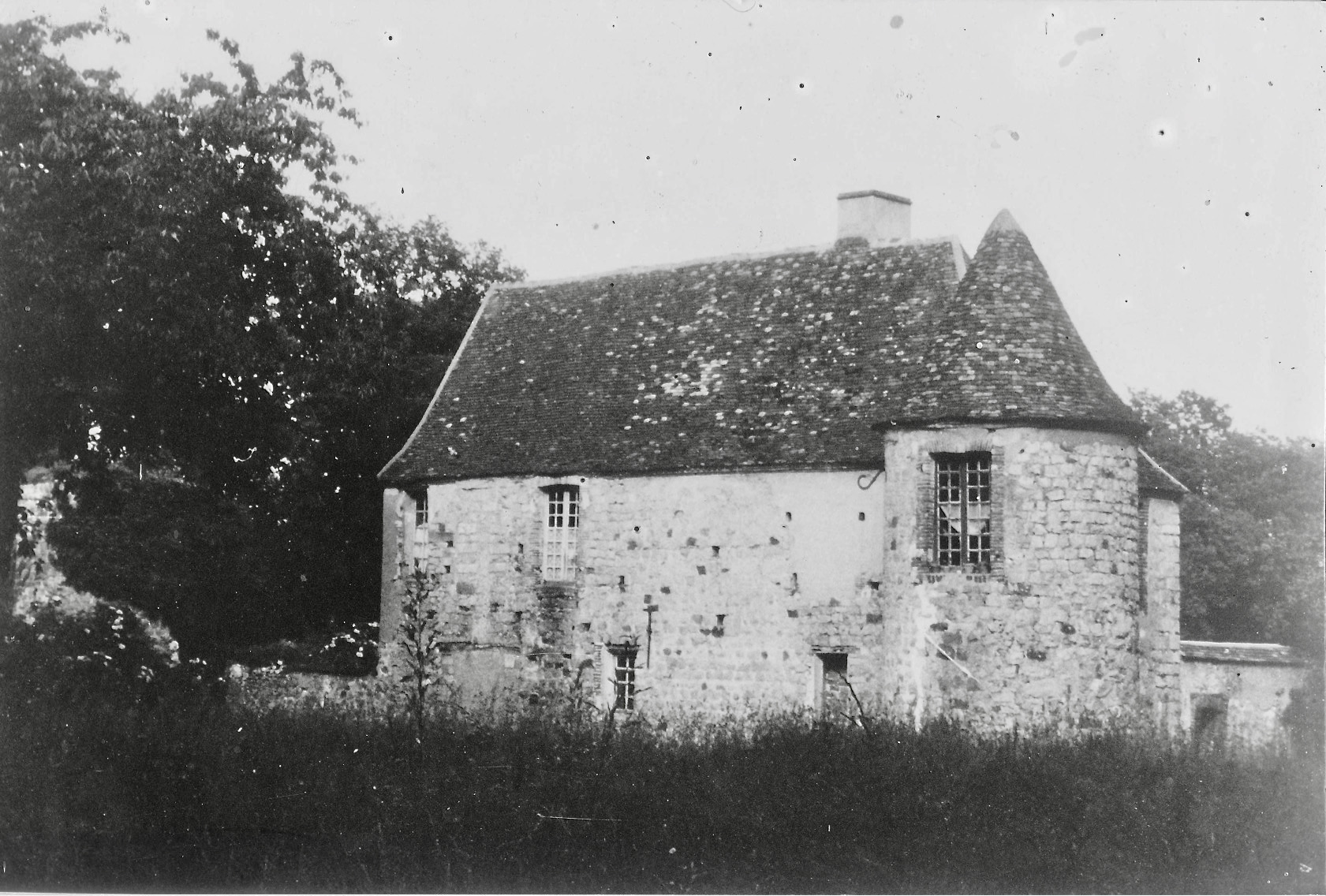
Le château, vers 1960
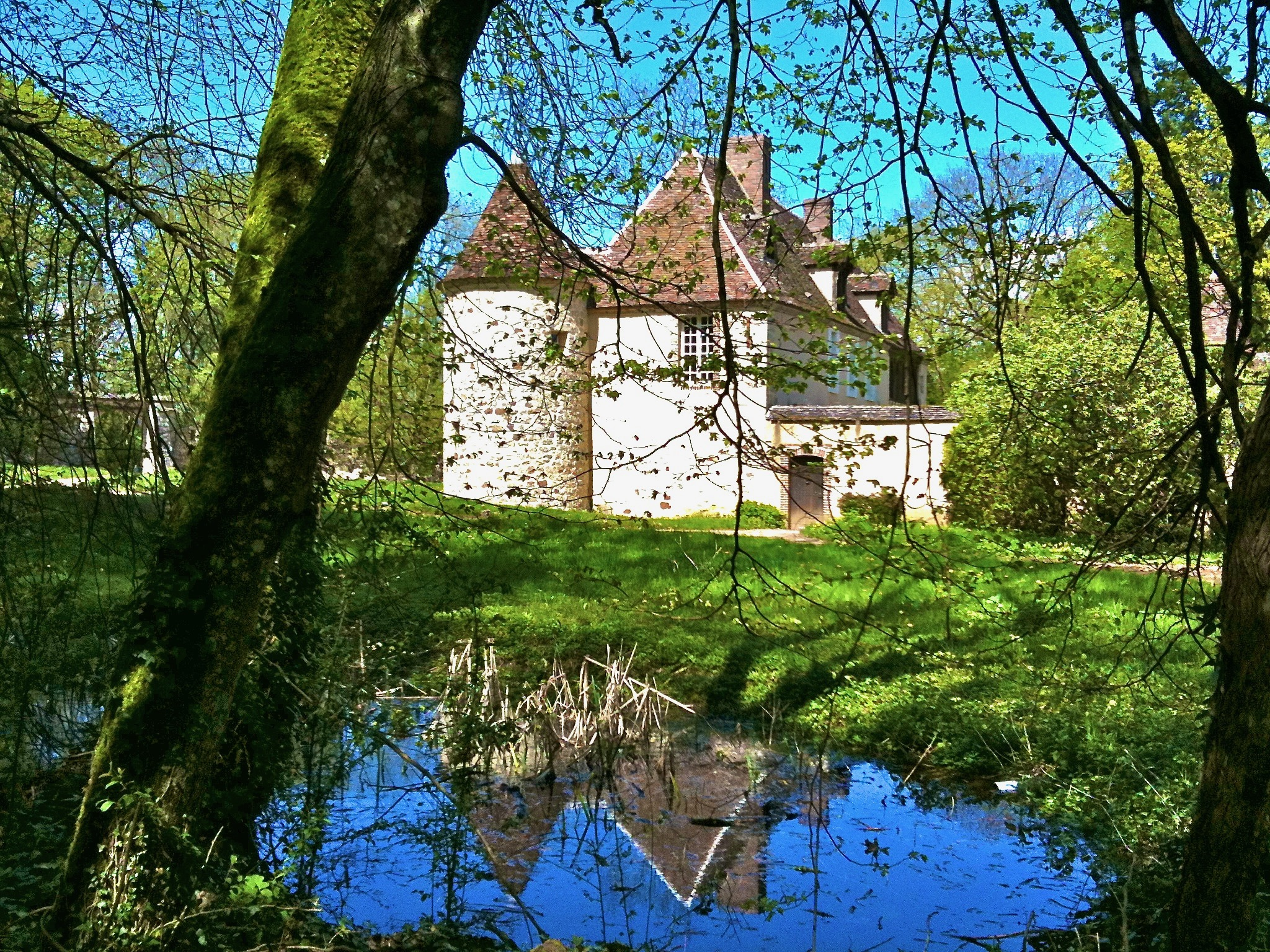
Le château, de nos jours
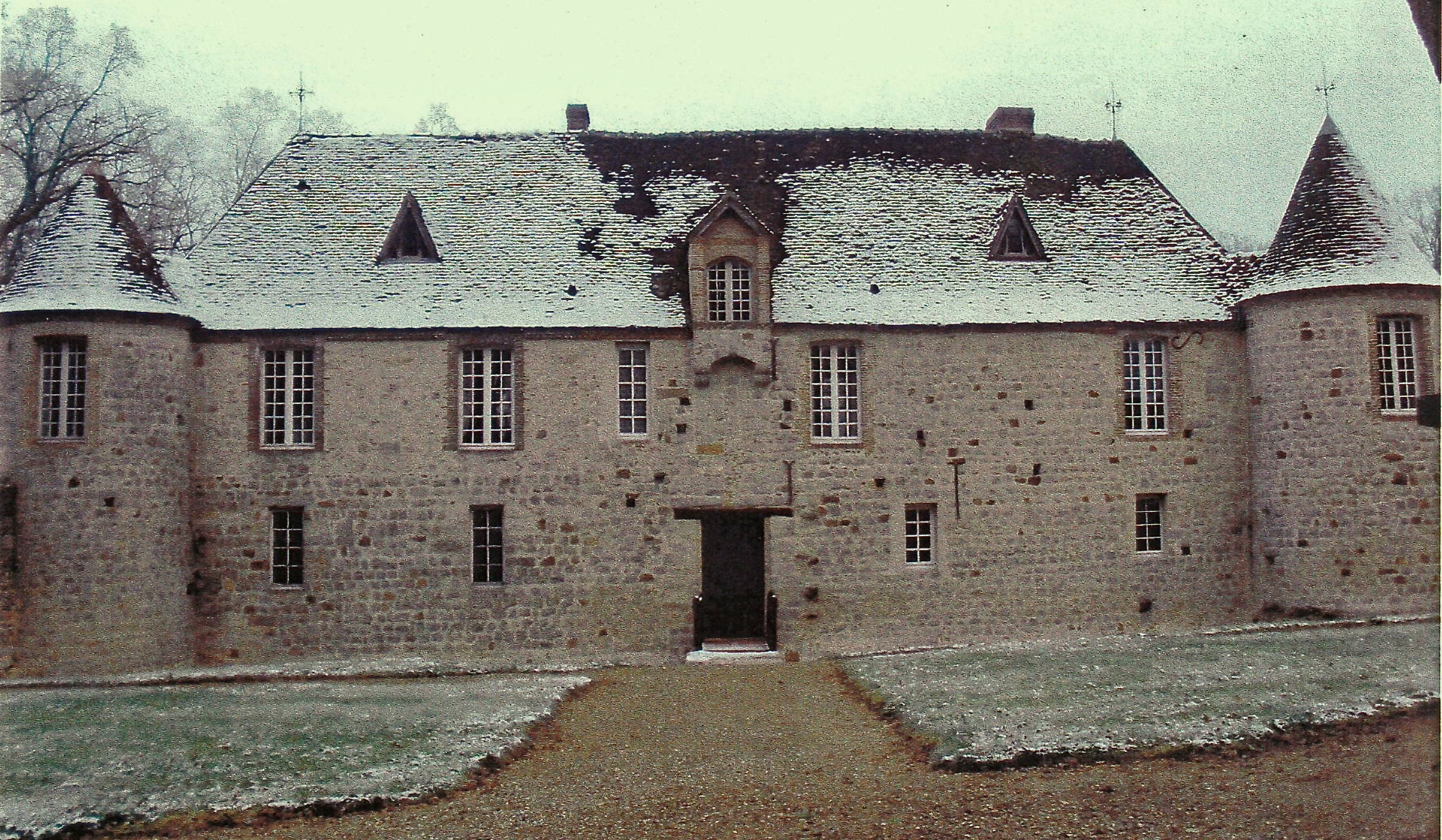
Le château, vue de la façade
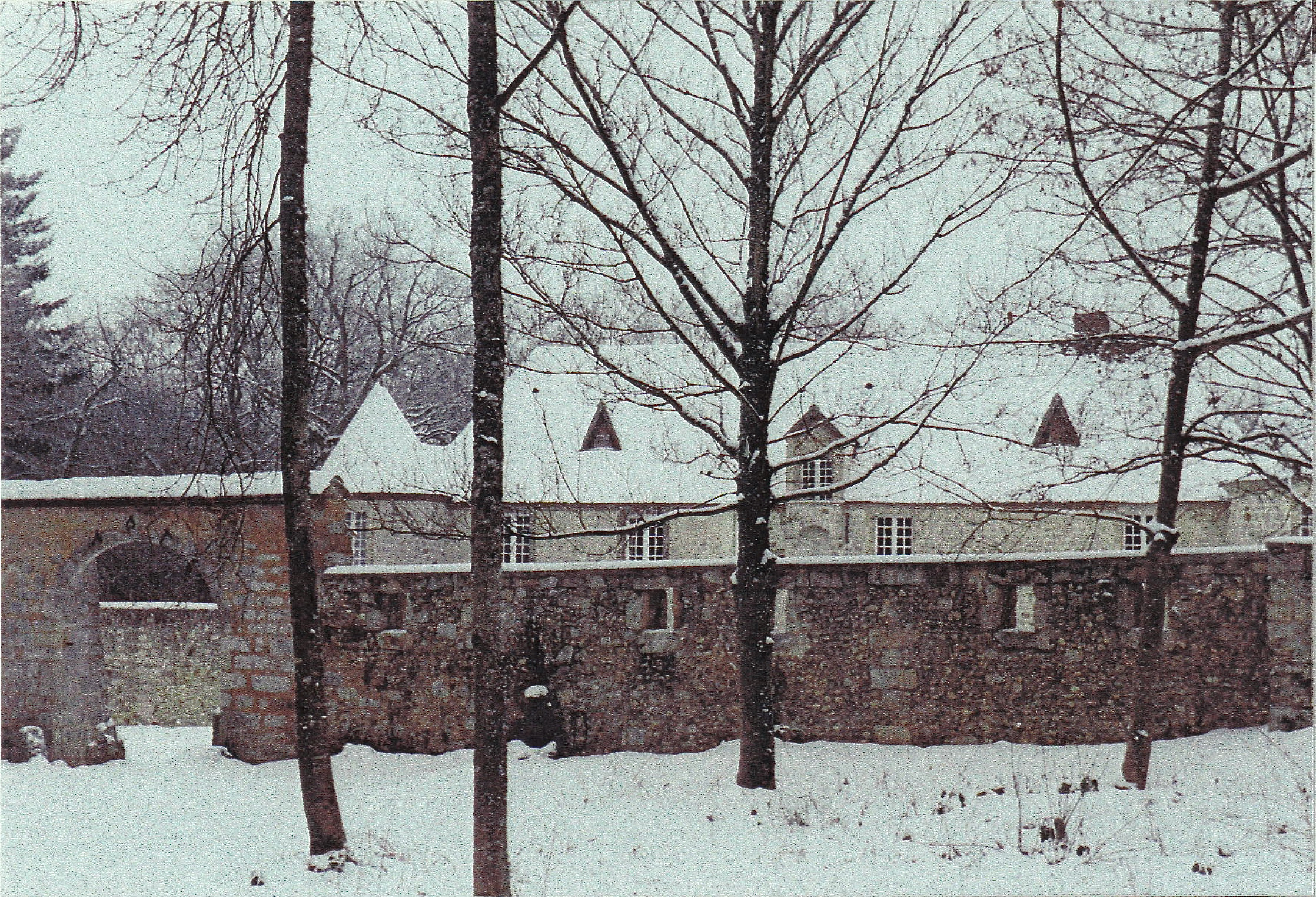
Le château, vue de l'extérieur
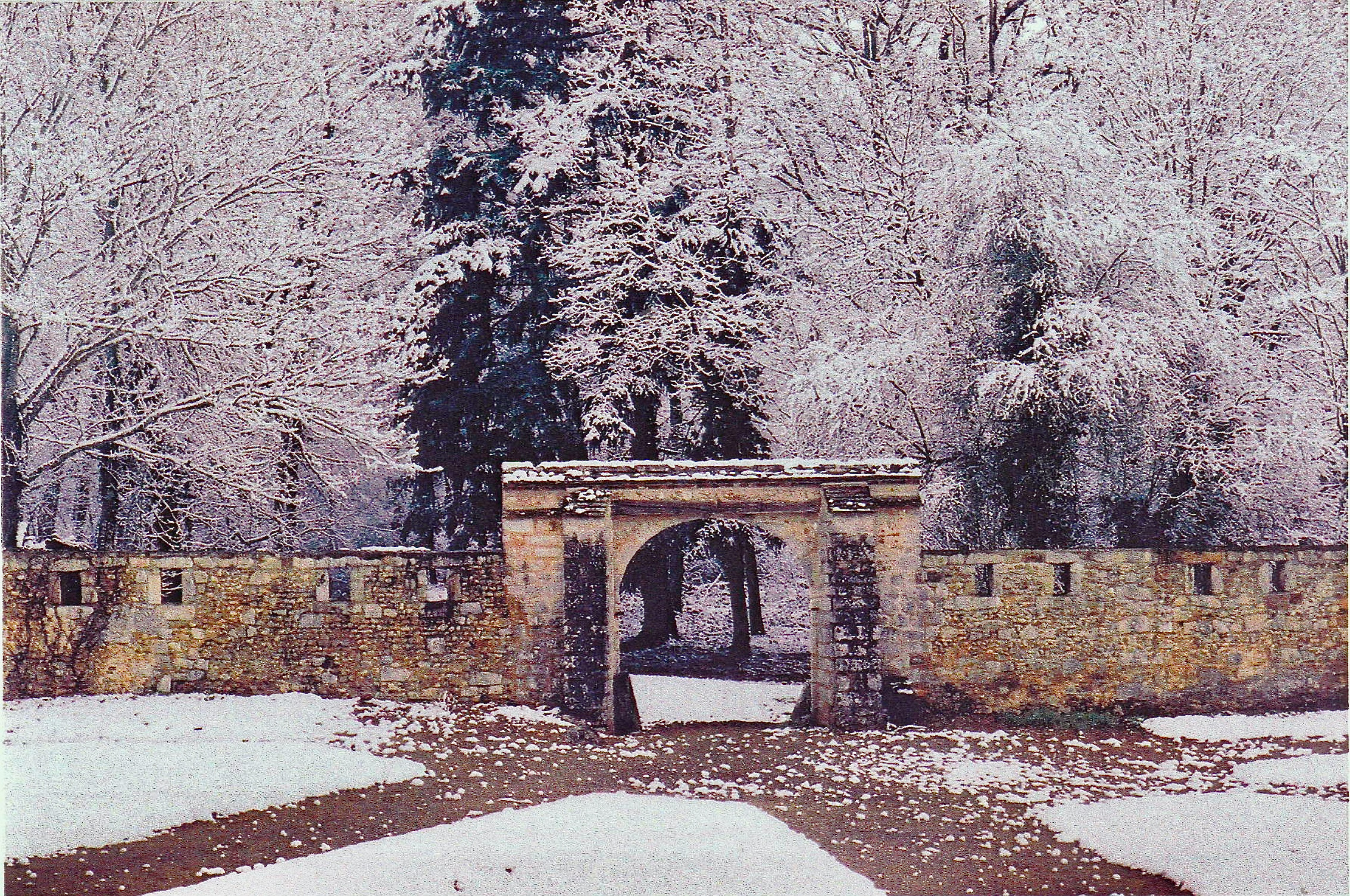
La porte dite de Sens
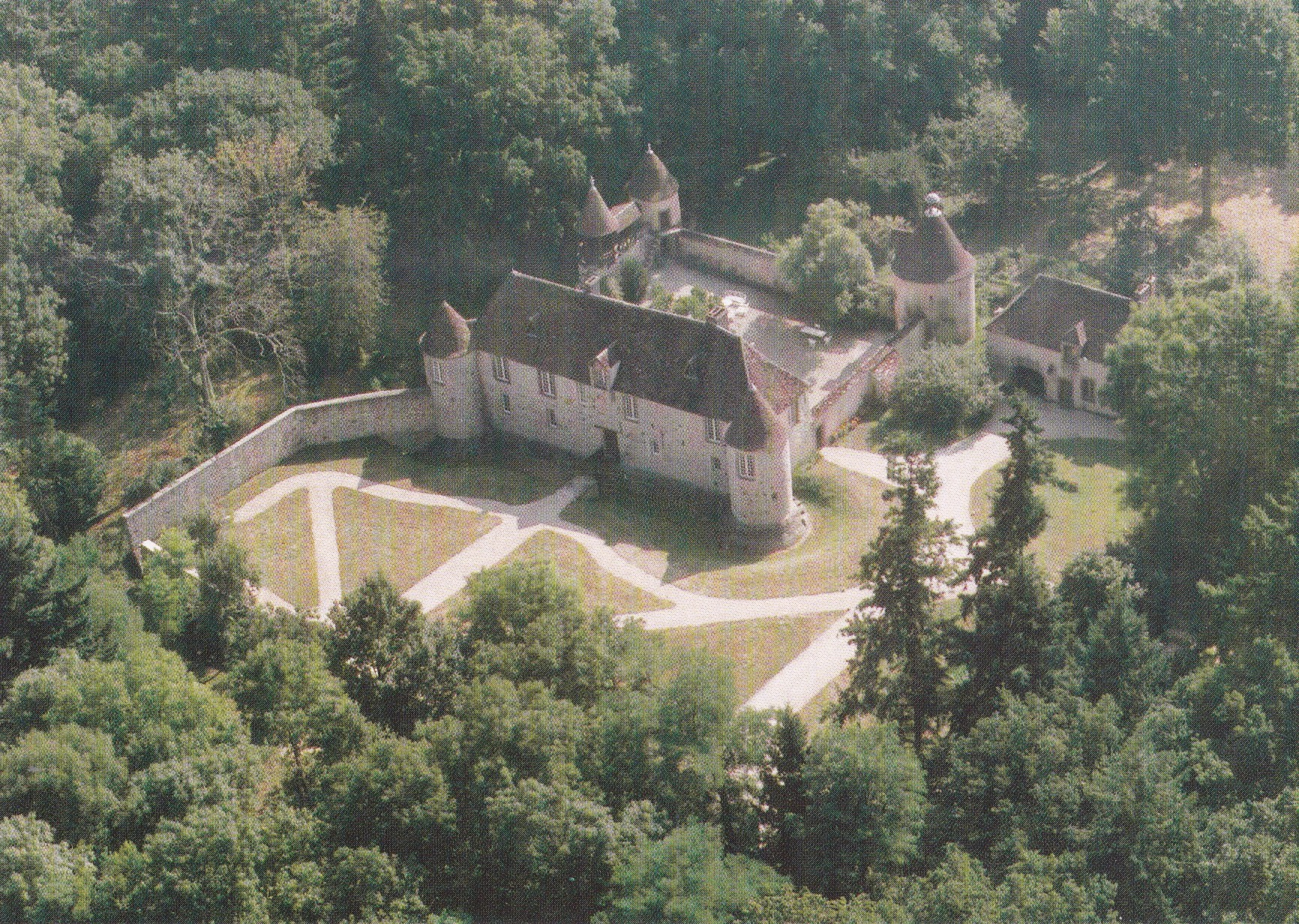
Le château, vue d'avion
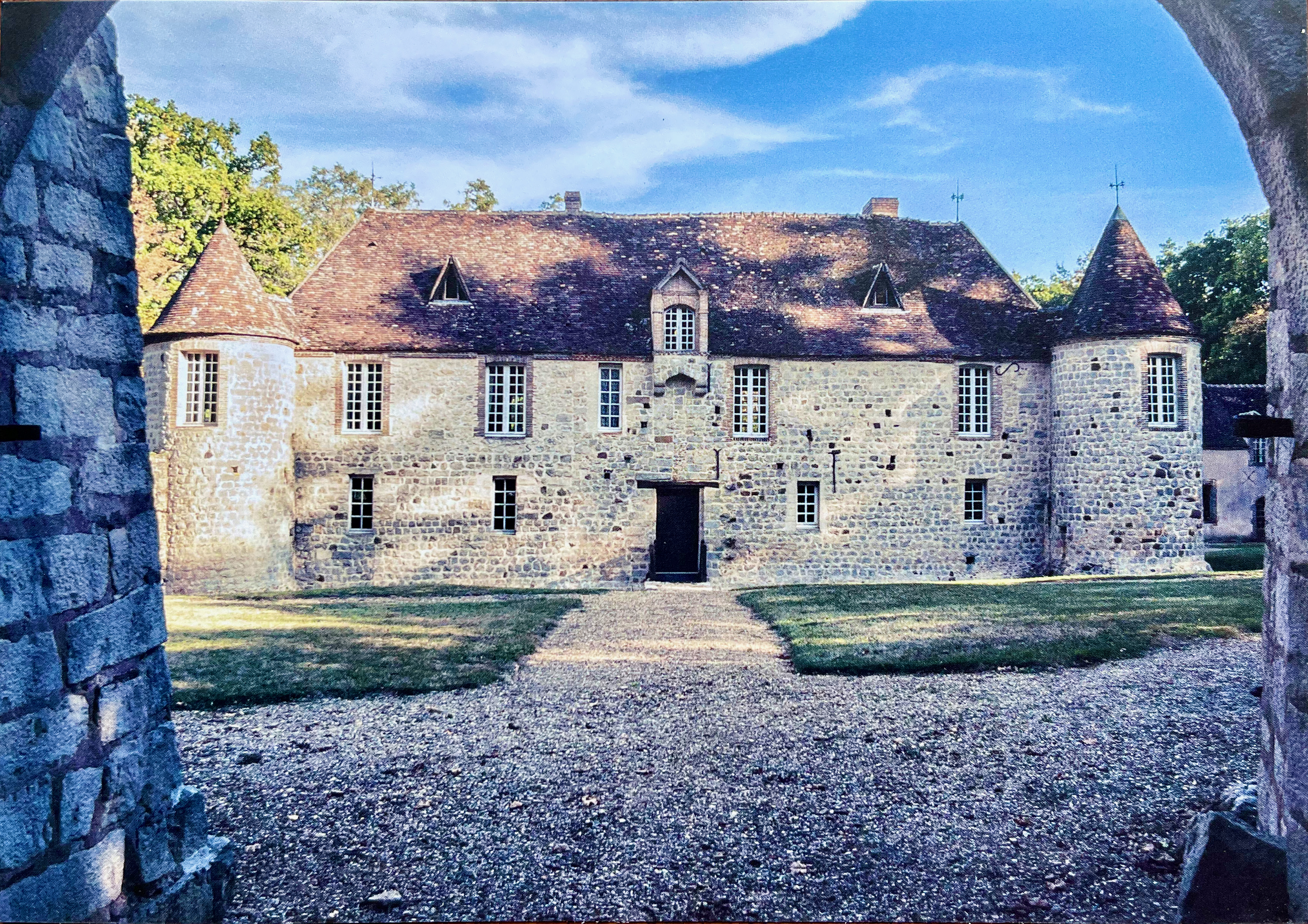
La Houssaye en 2021